# Tropiometra carinata
Tropiometra carinata (Lamarck, 1816) è un echinoderma crinoide della famiglia Tropiometridae.

## Descrizione

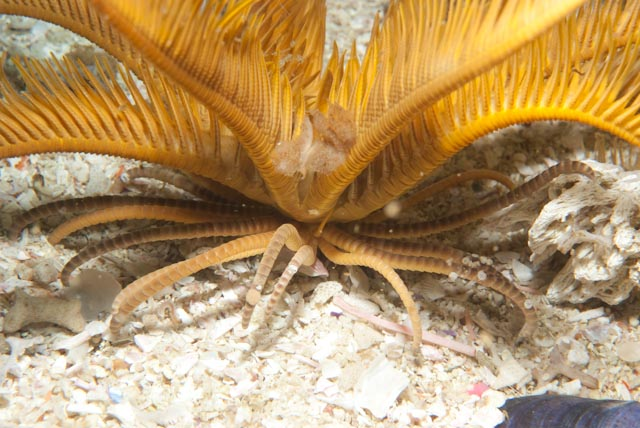

È un crinoide privo di peduncolo, che si aggrappa al substrato per mezzo di numerosi cirri, da 13 a 38, a forma di artiglio, che si articolano alla base del calice. Dal calice si dipartono dieci braccia piumose, lunghe da 13 a 18 cm, che formano una corona a forma di ventaglio.

## Distribuzione e habitat
La specie ha un areale circumtropicale: è presente nei Caraibi, nell'Africa australe, dal Sudafrica  al Mozambico, e nell'oceano Indiano.
Popola le barriere coralline e i fondali rocciosi, dal piano intertidale sino a 55 m di profondità.